# Wabamun 133A
Wabamun 133A är ett reservat i Kanada.   Det ligger i provinsen Alberta, i den centrala delen av landet, 2 900 km väster om huvudstaden Ottawa.
Omgivningarna runt Wabamun 133A är en mosaik av jordbruksmark och naturlig växtlighet. Runt Wabamun 133A är det glesbefolkat, med 11 invånare per kvadratkilometer.